# Jalmari Ruokokoski

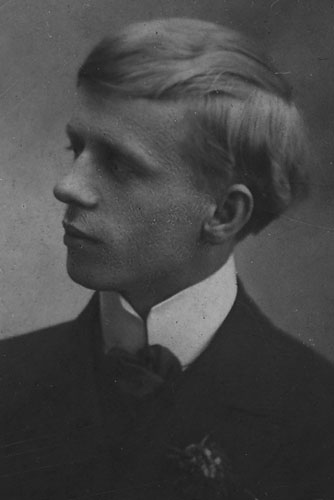
Jalmari Ruokokoski.

Joel Jalmari (Jali) Ruokokoski, född 16 december 1886 i Sankt Petersburg, död 1 april 1936 i  Helsingfors, var en finländsk målare.
Han var främst känd som porträttmålare och vann sin berömmelse på många utställningar, även i Sverige exempelvis under Baltiska utställningen i Malmö 1914 och Göteborgsutställningen 1923. Han tillhörde den expressionistiska Novembergruppen. 
Ruokokoski finns representerad vid bland annat Moderna museet, Ateneum och Malmö konstmuseum.